# Castiglione Tinella
Castiglione Tinella é uma comuna italiana da região do Piemonte, província de Cuneo, com cerca de 877 habitantes. Estende-se por uma área de 11 km², tendo uma densidade populacional de 80 hab/km². Faz fronteira com Calosso (AT), Castagnole delle Lanze (AT), Coazzolo (AT), Costigliole d'Asti (AT), Santo Stefano Belbo.

## Demografia
| Variação demográfica do município entre 1861 e 2011                               |
|                                                                                   |
| Fonte: Istituto Nazionale di Statistica (ISTAT) - Elaboração gráfica da Wikipedia |